# Mont Dzerjinski
Le mont Dzerjinski (en russe : гора Дзержинская, gora Dzerjinskaïa) ou Hara Dziarjynskaïa (en biélorusse : Гара Дзяржынская), d'une altitude de 345 mètres, est le point culminant de la Biélorussie.

## Toponymie
Son nom actuel lui a été donné en 1958 en l'honneur de Félix Dzerjinski, le fondateur du NKVD, toujours considéré comme un héros national en Biélorussie. Il s'appelait auparavant Svyataya hara (en biélorusse : Святая гара, « montagne sainte »).

## Géographie
Le mont se situe à l'ouest de la voblast de Minsk, à près de 40 km du centre de la capitale et 30 km de son autoroute de contournement, et à 19 km au nord de Dziarjynsk, près du village de Skirmountava (Скірмантава). L'accès au village se fait depuis Minsk par la M6, puis la P65, et enfin la H8243. Le mont est situé en dehors du village, en suivant la route H8243 vers l'ouest (direction Ivianets (Iвяне́ц)), près d'un panneau routier identifiant le mont en tant que plus haut point de Biélorussie (en biélorusse Gora Dzerzhinskaya. Naivysshaya Tochka Belarusi). Depuis un petit parking situé à 50 mètres à l'écart de la route, une courte marche sur route forestière d'une centaine de mètres de distance et présentant peu de dénivelé permet de rejoindre le monument sommital.

## Histoire
Un monument en granite a été érigé en son sommet à la fin des années 1990, avec l'inscription en biélorusse « Mont Dzerjinski. Point culminant de la Biélorussie. Hauteur de 345 m au-dessus du niveau de la mer ».